# Arthur Hill (actor)
Arthur Hill (1 de agosto de 1922 - 22 de octubre de 2006) fue un actor canadiense.

## Carrera
Nacido con el nombre de Arthur Edward Spence Hill en Melfort, Saskatchewan Canadá, asistió a la Universidad de Columbia Británica y continuó sus estudios en Seattle, Washington. Hill sirvió en la Royal Canadian Air Force durante la Segunda Guerra Mundial. Debutó en Broadway como Cornelius Hackl en el revival de 1957 de The Matchmaker de Thornton Wilder. En 1963 obtuvo el Premio Tony al Mejor Actor Dramático por su interpretación de George en la producción original de Broadway ¿Quién teme a Virginia Woolf?. Sus créditos en Broadway incluyen Ben Gant en la producción original de Ketti Frings Look Homeward, Angel (1957), The Gang's All Here (1959), All the Way Home (1960), Something More! (1964), y More Stately Mansions de (1967).
Entre sus interpretaciones en cine más conocidas figura la del Dr. Jeremy Stone en la adaptación cinematográfica de Michael Crichton The Andromeda Strain (1971): otros trabajos suyos en el cine incluyen papeles en Harper (1966) con Paul Newman, The Chairman (1969) y Futureworld (1976), A Little Romance (1979), y narró la adaptación cinematográfica de la novela de Ray Bradbury Something Wicked This Way Comes(1983).

## Televisión
Posiblemente, el más famoso papel de Hill fue el del abogado Owen Marshall en el papel principal en la serie 1971-1974 de TV Owen Marshall: Counselor at Law con Lee Majors como coprotagonista de la serie. Como actor invitado pasó por Alfred Hitchcock Presents, Ben Casey, The Untouchables, El fugitivo en el capítulo "Death of a Very Small Killer", Voyage to the Bottom of the Sea, Mission: Impossible, Marcus Welby, Little House on the Prairie, Columbo y muchas más.

## Filmografía
- 1950: The Body Said No!
- 1951: Mister Drake's Duck
- 1951: Scarlet Thread
- 1952: Brighthaven Express
- 1952: Bombay Waterfront
- 1953: A Day to Remember
- 1954: Family Affair
- 1955: The Deep Blue Sea
- 1961: The Young Doctors
- 1963: In the Cool of the Day
- 1963: The Ugly American
- 1965: Moment to Moment
- 1966: Harper
- 1969: The Chairman
- 1969: Don't Let the Angels Fall
- 1970: The Other Man
- 1971: The Andromeda Strain
- 1971: Owen Marshall, Counsellor at Law (telefilm)
- 1975: Death Be Not Proud (telefilm)
- 1975: The Killer Elite
- 1976: Futureworld
- 1977: A Bridge Too Far
- 1979: The Champ
- 1979: A Little Romance
- 1981: Angel Dusted (telefilm)
- 1981: Dirty Tricks
- 1982: Making Love
- 1983: Something Wicked This Way Comes (narrador)
- 1984: Glitter (telefilm)
- 1986: Perry Mason: The Case of the Notorious Nun (telefilm)
- 1986: Christmas Eve (telefilm)

## Enlaces
- Arthur Hill en Internet Movie Database (en inglés).

- Datos: Q329613
- Multimedia: Arthur Hill / Q329613